# Triepeolus nemoralis
Triepeolus nemoralis är en biart som först beskrevs av Holmberg 1886.  Triepeolus nemoralis ingår i släktet Triepeolus och familjen långtungebin. Inga underarter finns listade i Catalogue of Life.